# Traité de Puno
Le traité de Puno, signé dans la ville de Puno le 7 juin 1842, est un accord de paix signé entre les républiques sud-américaines du Pérou et de la Bolivie.
Ventura Lavalle était observateur pour le Chili. Les termes du traité signifient la renonciation du Pérou à créer une union forcée après la dissolution de la Confédération Pérou-Bolivie. De même, les opérations militaires de guerre que les deux pays avaient commencées en 1841 cessent. La reconnaissance officielle du traité par les deux pays ne signifie cependant pas le rétablissement des relations diplomatiques et commerciales en raison du conflit frontalier toujours en cours entre les deux républiques.